# ルイーゼ・クリューガー

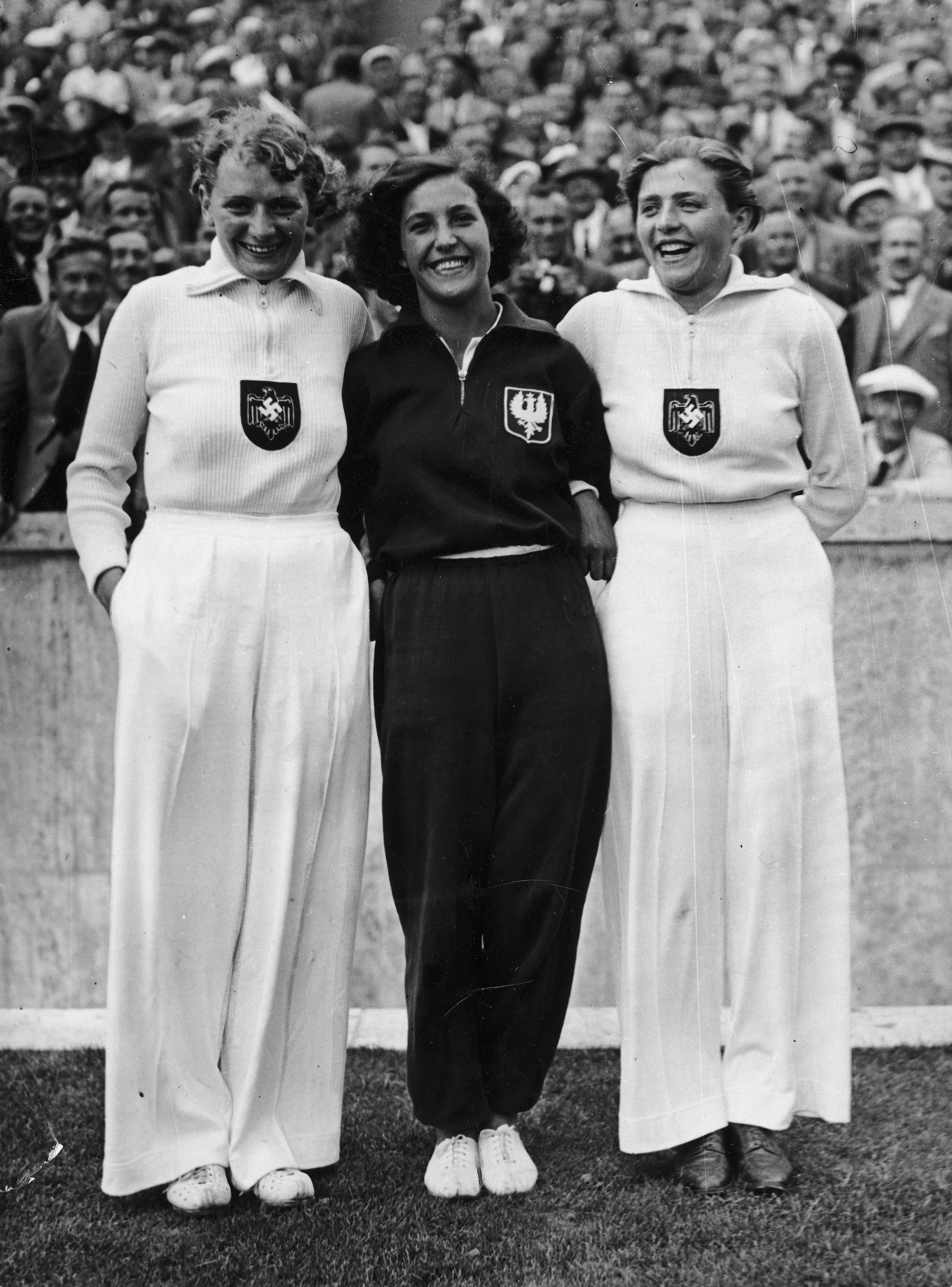
ベルリンオリンピック女子やり投のメダリストたち、右がルイーゼ・クリューガー（1936年）

ルイーゼ・クリューガー（Luise Martha "Lies" Krüger、1915年1月11日 - 2001年6月13日）は、ドイツの陸上競技選手である。彼女は、1936年に開催されたベルリンオリンピックの女子やり投で銀メダルを獲得した。

## 経歴
クリューガーは、自国で開催されたベルリンオリンピックの女子やり投ドイツ代表として出場した。やり投競技は、8月2日に予選なしの決勝のみで行われ、10の国から参加した14人の選手たちがメダルを争った。選手たちはまず3回の投てきを行い、上位の6人のみがさらに3回投てきを行った。クリューガーは3投目で43メートル29センチの投てきを成功させて2位につけ、4投目以降に進んだ。4投目以降の投てきでは3投目の距離を上回ることはできなかったが、同じくドイツ代表で当時のオリンピック記録を更新する45メートル18センチを投げたティリー・フライシャーに続いて銀メダル獲得を果たした。クリューガーは、このオリンピックを記録したレニ・リーフェンシュタールの映画『オリンピア』にも登場した。
その他の主要な競技会では、1938年に開催されたヨーロッパ陸上競技選手権大会の女子やり投で銅メダルを獲得したのを始め、1934年のドイツ国内選手権の女子やり投でも優勝している。その後2001年にドレスデンで死去した。